# Sydney
Sydney (AFI: [ˈsɪdni] ; in italiano talvolta anche Sidney; pronuncia italiana /ˈsidnei/ o /ˈsidni/) è una città australiana, capitale del Nuovo Galles del Sud, e il centro abitato più popoloso d'Australia nonché dell'intera Oceania. Situata lungo la costa del Mar di Tasman nel sudest del Paese, la metropoli è centrata sul Sydney Harbour e si estende tra le Blue Mountains a ovest, il fiume Hawkesbury a nord e il Royal National Park e Macarthur a sud e sudovest. La popolazione della città era stimata, nel 2024, ad oltre i 5,5 milioni di abitanti.
L'area di Sydney fu abitata dagli aborigeni per decine di millenni. Nel 1770, durante il suo primo viaggio nel Pacifico, James Cook mappò le coste orientali dell'Australia, facendo approdo nella Baia della Botanica. I primi coloni britannici arrivarono nel 1788 con il capitano Arthur Phillip e fondarono la città come colonia penale andando così a costituire il primo insediamento europeo in Australia. Nel secondo dopoguerra Sydney è diventata una meta di migrazione di massa, facendone un centro cosmopolita e multiculturale. Parallelamente, la città si è sviluppata in un centro culturale ed economico di rilevanza globale.
Nonostante la città presenti uno dei più elevati costi della vita al mondo, Sydney è spesso classificata tra le dieci città con la più elevata qualità della vità al mondo. Nel 2014 era al 14º posto della classifica delle città globali. La città possiede un'avanzata economia di mercato con punti di forza nella finanza, nella manifattura e nel turismo. Fondata nel 1850, l'Università di Sydney è la più antica dell'Australia ed è considerata una delle più importanti del mondo.
Sydney ha ospitato alcuni grandi eventi di rilevanza mondiale, quali i Giochi della XXVII Olimpiade nel 2000 e la XXIII Giornata mondiale della gioventù nel 2008. La città è tra le quindici più visitate al mondo, grazie ai milioni di turisti che ogni anno arrivano per visitarne i principali luoghi d'interesse. Le più note attrazioni turistiche includono il celebre Sydney Harbour Bridge il Teatro dell'Opera di Sydney, dichiarato patrimonio dell'umanità dell'UNESCO.

## Geografia fisica

### Territorio

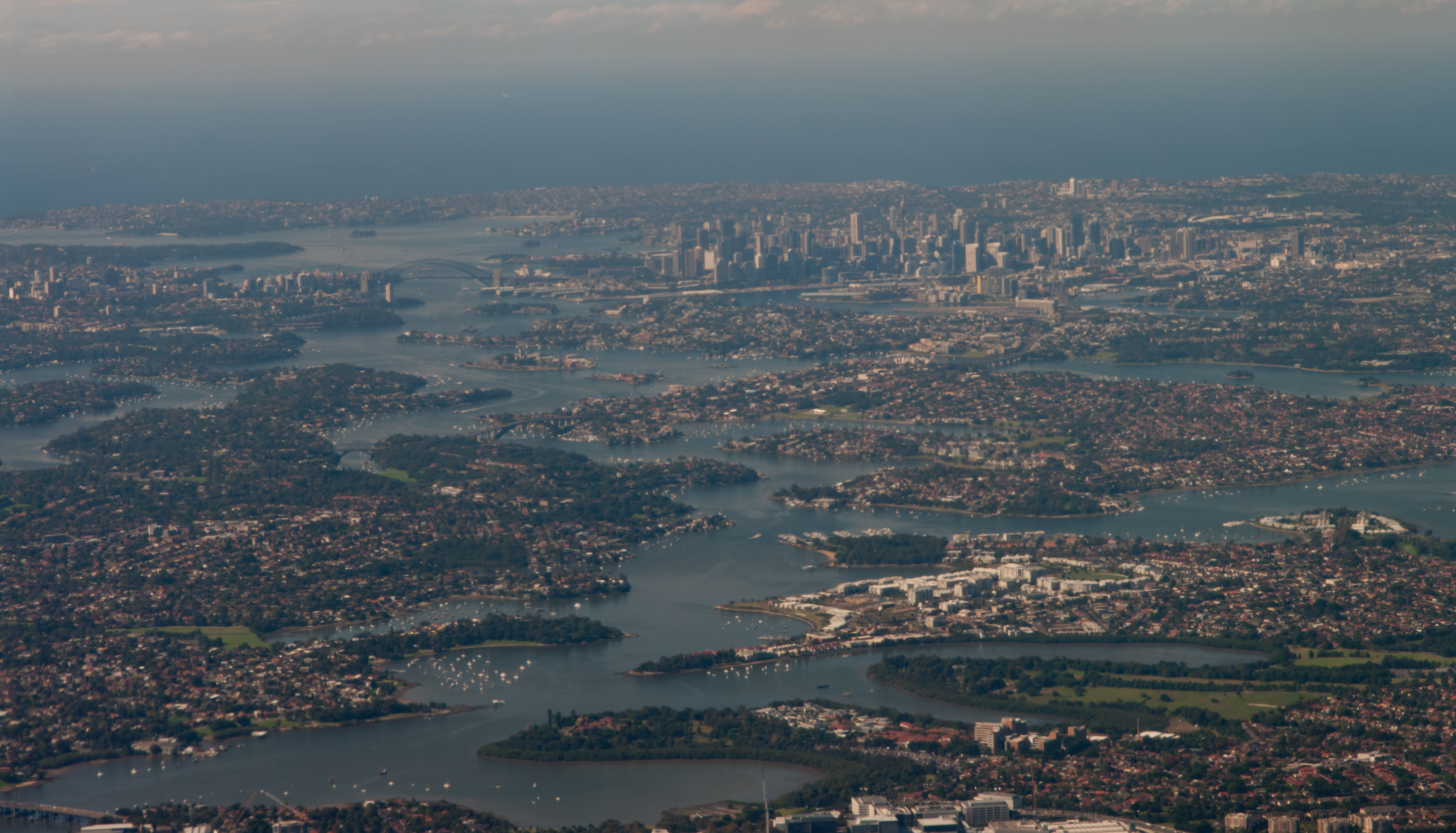
Veduta aerea di Sydney rivolta ad est.

Sydney si trova in un bacino costiero compreso tra il Mar di Tasman a est, le Blue Mountains a ovest, il fiume Hawkesbury a nord e l'altopiano del Woronora a sud. Il centro della città ha una superficie di 25 km²; la Grande Sydney, l'area metropolitana di Sydney, si estende per 12367 km², mentre l'area urbana ne occupa solo 1 687. Vi si trovano il più ampio porto naturale al mondo, Port Jackson, e oltre 70 spiagge, tra cui la celeberrima Bondi Beach.
Geograficamente la città è divisa in due parti principali: una relativamente pianeggiante, collocata a sud-ovest della baia; l'altra elevata a circa 220 m s.l.m., situata a nord della baia e spezzata da vallate ripide coperte dalla foresta. La prima zona si è sviluppata più velocemente e ospita i quartieri più antichi; la seconda ha avuto uno sviluppo più lento a causa della topografia più complessa, rimanendo nettamente in secondo piano fino alla costruzione del Harbour Bridge, che la unisce al centro della città a sud della baia. Da allora è diventata per lo più un'area suburbana per i ceti medio-alti; in seguito vi si sono sviluppati anche alcuni quartieri finanziari.

### Clima

Il Sydney Harbour Bridge durante la tempesta di sabbia del 2009.

Secondo la classificazione dei climi di Köppen, Sydney possiede un clima temperato oceanico con estati calde, talvolta bollenti, e inverni miti. Le precipitazioni sono distribuite uniformemente nell'arco dell'anno. Il clima è moderato dalla vicinanza all'oceano, e le temperature più estreme si registrano nella periferia occidentale dell'entroterra. I mesi più caldi sono gennaio e febbraio, con un range di temperatura media dell'aria a Observatory Hill di 18,7–25,9 °C per gennaio e 18,8–25,8 °C per febbraio. Mediamente per 14,9 giorni all'anno raggiunge temperature al di sopra dei 30 °C.
In inverno le temperature scendono raramente sotto i 5 °C nelle aree costiere. Il mese più freddo è luglio (8-16,3 °C). Le precipitazioni sono leggermente più frequenti nella prima metà dell'anno. La media annua di esse, da moderata a bassa variabilità, ammonta a 1 213,8 mm, su una media di 143,5 giorni di pioggia all'anno. L'ultima nevicata nell'area di Sydney si è verificata nel 1836, mentre nel luglio 2008 una caduta di neve tonda (tedesco: Graupel), o grandine morbida, scambiata da molti per neve, ha fatto ipotizzare che l'evento del 1836 non fosse neve. Le temperature estreme spaziano da 45,8 °C (18 gennaio 2013) a 2,1 °C (22 giugno 1936), la più bassa minima registrata a Observatory Hill. Alla stazione Sydney Airport le estreme vanno da 46,4 °C a −1 °C.
Raramente interessata da cicloni tropicali, la città è soggetta a grandinate e a forti venti. Un esempio è la grandinata che nel 1999 colpì gravemente la zona orientale e la periferia con chicchi di grandine di fino a 9 cm di diametro, causando oltre 1,7 miliardi di dollari di danni in meno di cinque ore. Nel 2009 una tempesta di sabbia ha imperversato su tutta l'Australia orientale, abbattendosi anche su Sydney.
La temperatura media annuale del mare è di 20 °C.
| Sydney (Observatory Hill)          | Mesi        | Mesi        | Mesi        | Mesi        | Mesi        | Mesi        | Mesi        | Mesi        | Mesi        | Mesi        | Mesi        | Mesi        | Stagioni | Stagioni | Stagioni | Stagioni | Anno    |
| Sydney (Observatory Hill)          | Gen         | Feb         | Mar         | Apr         | Mag         | Giu         | Lug         | Ago         | Set         | Ott         | Nov         | Dic         | Est      | Aut      | Inv      | Pri      | Anno    |
| ---------------------------------- | ----------- | ----------- | ----------- | ----------- | ----------- | ----------- | ----------- | ----------- | ----------- | ----------- | ----------- | ----------- | -------- | -------- | -------- | -------- | ------- |
| T. max. media (°C)                 | 25,9        | 25,8        | 24,8        | 22,4        | 19,5        | 17,0        | 16,3        | 17,8        | 20,0        | 22,1        | 23,6        | 25,2        | 25,6     | 22,2     | 17,0     | 21,9     | 21,7    |
| T. min. media (°C)                 | 18,7        | 18,8        | 17,6        | 14,7        | 11,6        | 9,3         | 8,1         | 9,0         | 11,1        | 13,6        | 15,6        | 17,5        | 18,3     | 14,6     | 8,8      | 13,4     | 13,8    |
| T. max. assoluta (°C)              | 45,8 (2013) | 42,1 (1926) | 39,8 (1983) | 33,9 (1986) | 30,0 (1919) | 26,9 (1931) | 25,9 (1990) | 31,3 (1995) | 34,6 (1965) | 38,2 (2004) | 41,8 (1982) | 42,2 (1957) | 45,8     | 39,8     | 31,3     | 41,8     | 45,8    |
| T. min. assoluta (°C)              | 10,6 (1949) | 9,6 (1863)  | 9,3 (1886)  | 7,0 (1864)  | 4,4 (1862)  | 2,1 (1932)  | 2,2 (1890)  | 2,7 (1872)  | 4,9 (1945)  | 5,7 (1927)  | 7,7 (1905)  | 9,1 (1924)  | 9,1      | 4,4      | 2,1      | 4,9      | 2,1     |
| Precipitazioni (mm)                | 101,1       | 118,0       | 129,7       | 127,1       | 119,9       | 132,0       | 97,4        | 80,7        | 68,3        | 76,9        | 83,9        | 77,6        | 296,7    | 376,7    | 310,1    | 229,1    | 1 212,6 |
| Giorni di pioggia                  | 12,2        | 12,5        | 13,6        | 12,8        | 13,0        | 12,5        | 11,1        | 10,4        | 10,6        | 11,6        | 11,7        | 11,5        | 36,2     | 39,4     | 34,0     | 33,9     | 143,5   |
| Umidità relativa media (%)         | 62          | 64          | 62          | 59          | 57          | 57          | 51          | 49          | 51          | 56          | 58          | 59          | 61,7     | 59,3     | 52,3     | 55       | 57,1    |
| Giorni di cielo sereno             | 6,8         | 5,3         | 7,1         | 9,1         | 9,5         | 9,1         | 12,0        | 13,4        | 10,9        | 8,1         | 6,0         | 6,6         | 18,7     | 25,7     | 34,5     | 25,0     | 103,9   |
| Eliofania assoluta (ore al giorno) | 7,1         | 6,7         | 6,4         | 6,4         | 5,9         | 5,5         | 6,4         | 7,1         | 7,2         | 7,2         | 7,8         | 7,6         | 7,1      | 6,2      | 6,3      | 7,4      | 6,8     |

## Storia
L'area che circonda il Sydney Harbour fu abitata per almeno 45 000 anni da diverse tribù aborigene, che la chiamavano Warrane; le principali tribù della zona erano gli Eora e i Cadigal. Benché l'urbanizzazione abbia cancellato la maggior parte delle tracce di questi insediamenti, in alcune zone si trovano ancora dipinti rupestri. Gli europei iniziarono a interessarsi del luogo a partire dal 1770, anno in cui il capitano James Cook avvistò Botany Bay (oggi un sobborgo meridionale di Sydney). Per ordine del governo britannico, nel 1788 Arthur Phillip istituì in questa zona un insediamento carcerario. Sbarcò inizialmente a Botany Bay, ma decise poi di navigare verso nord e fondò l'insediamento definitivo a Sydney Cove, presso Port Jackson.
Phillip diede alla colonia il nome di New Albion, ma per motivi non del tutto chiari essa divenne presto nota con il nome Sydney, da Lord Sydney (Thomas Townshend), che inviò a Phillip l'autorizzazione di fondarla. Vi furono deportati molti detenuti, principalmente di origine irlandese e inglese. Nella maggior parte dei casi, come gli australiani tengono a ricordare, erano accusati di crimini non provati o venivano semplicemente esiliati perché non graditi, spesso per motivi politici, alla spietata aristocrazia britannica dell'epoca.
Attorno all'insediamento iniziò presto a formarsi una piccola città, che venne via via popolata da immigranti in cerca di una nuova vita. Già nel 1822 Sydney aveva banche e mercati; nel 1847 i detenuti costituivano ormai solo il 3,2 percento della popolazione. Un'ondata particolarmente importante di immigrati ebbe luogo durante la corsa all'oro del 1851. Con l'industrializzazione, l'espansione della città ha accelerato, e nei primi tre decenni del XX secolo la popolazione complessiva raggiunse e superò il milione. Sydney ha continuato per tutto il secolo a espandersi e ad accogliere immigrati, prima europei e poi anche asiatici, che hanno contribuito a creare l'atmosfera cosmopolita di oggi.

### Cronologia storica essenziale
- 1788: primo insediamento europeo
- 1852: Sydney diventa ufficialmente una città.
- 1855: la prima ferrovia del Nuovo Galles del Sud unisce Sydney e Parramatta.
- 1870: si tiene la Intercolonial Exhibition
- 1879: si tiene la Sydney International Exhibition
- 1883: si tiene a Parramatta la Intercolonial Juvenile Industrial Exhibition
- 1901: Commonwealth of Australia proclamato a Sydney il 1º gennaio.
- 1932: completamento del Sydney Harbour Bridge.
- 1942: Sydney Harbour attaccato dai sottomarini giapponesi.
- 1973: completata la Sydney Opera House.
- 2000: si tengono i Giochi della XXVII Olimpiade.
- 2008: a luglio si tiene la XXIII GMG.

## Monumenti e luoghi d'interesse

### Architetture religiose
La chiesa di San Giacomo è la più antica chiesa tuttora esistente del centro della città. Sempre in questa zona si trovano la cattedrale anglicana di Sant'Andrea, consacrata nel 1868, e la cattedrale di Santa Maria, il più importante luogo di culto cattolico della città. Nel centro della città si trova anche la Grande Sinagoga. Nel quartiere di Millers Point si trova la Chiesa della Guarnigione.

### Architetture civili

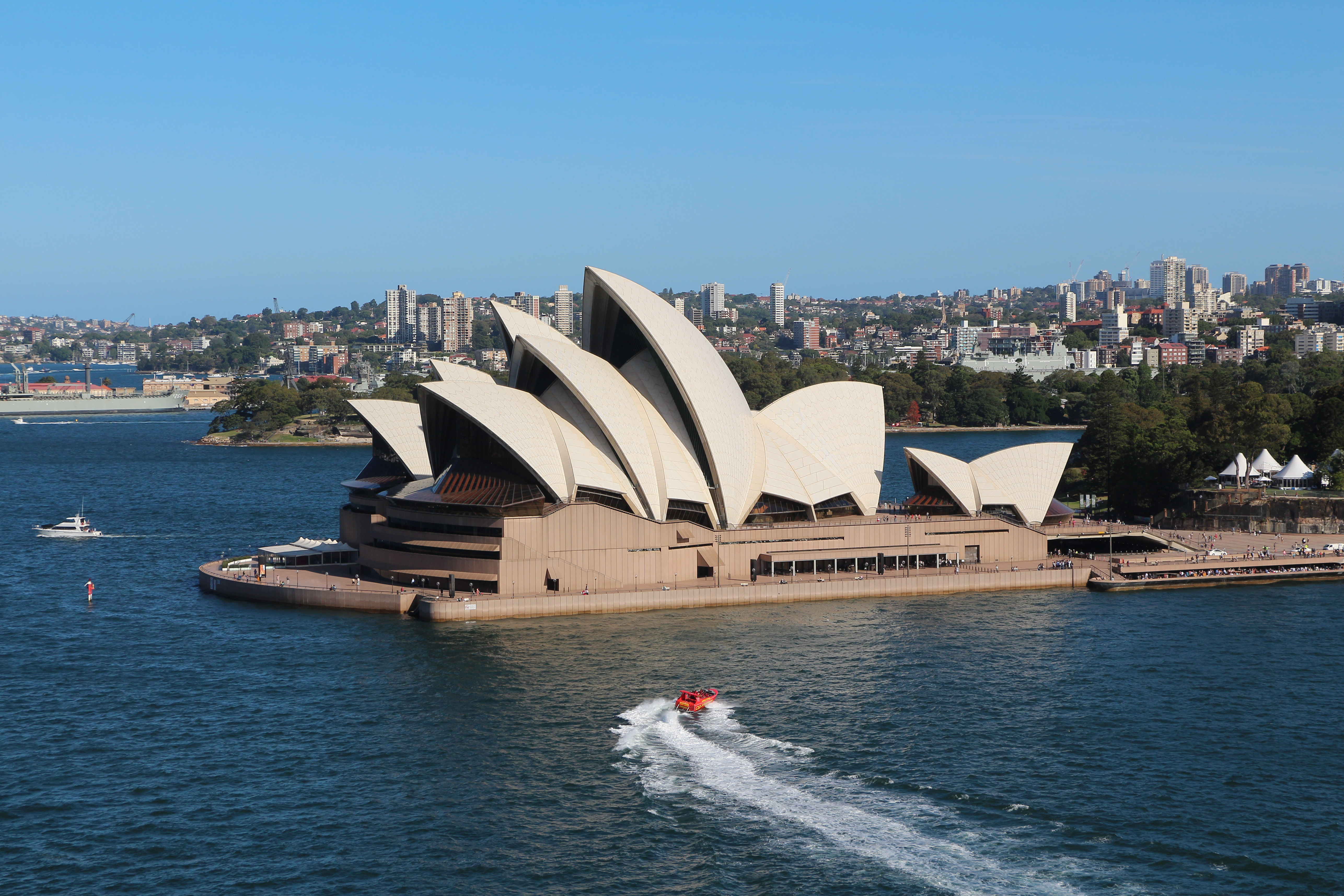
La celebre Opera House

Nel centro della città si incontrano alcuni degli edifici più degni di nota e con la maggiore rilevanza storica e architettonica della città. Tra questi l'iconico Teatro dell'Opera di Sydney, il celebre Sydney Harbour Bridge, il Municipio e la Torre di Sydney, ma anche la Torre AWA, l'Edificio Grace, l'Edificio Trust, la Hong Kong House, la James Hardie House, l'Edificio GIO, il Palazzo del Parlamento del Nuovo Galles del Sud, il Palazzo della Dogana, la Transport House e il Culwulla Chambers.

### Architetture militari

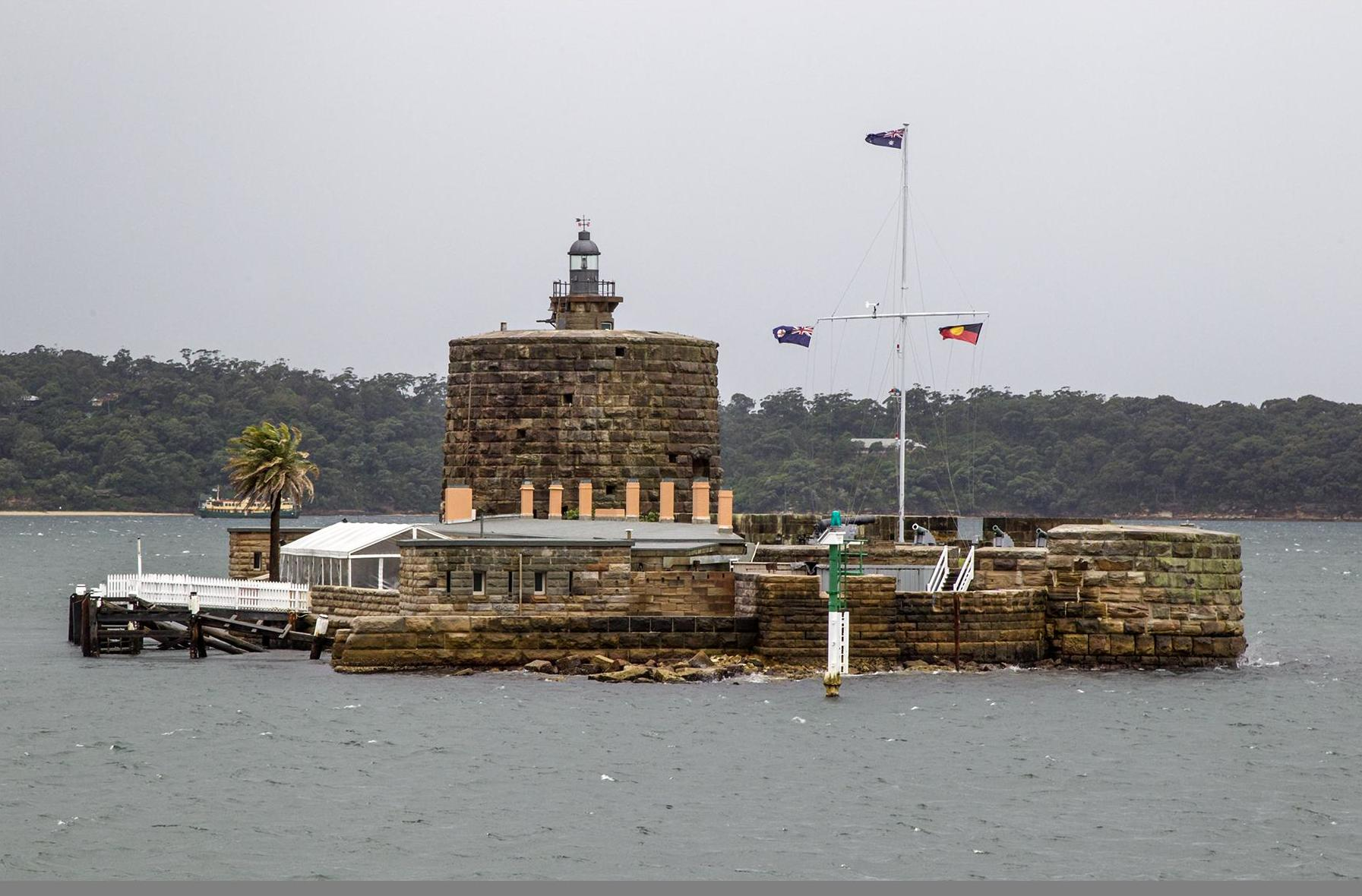
Fort Denison

- Fort Denison

### Vie e piazze
- Martin Place

### Aree naturali

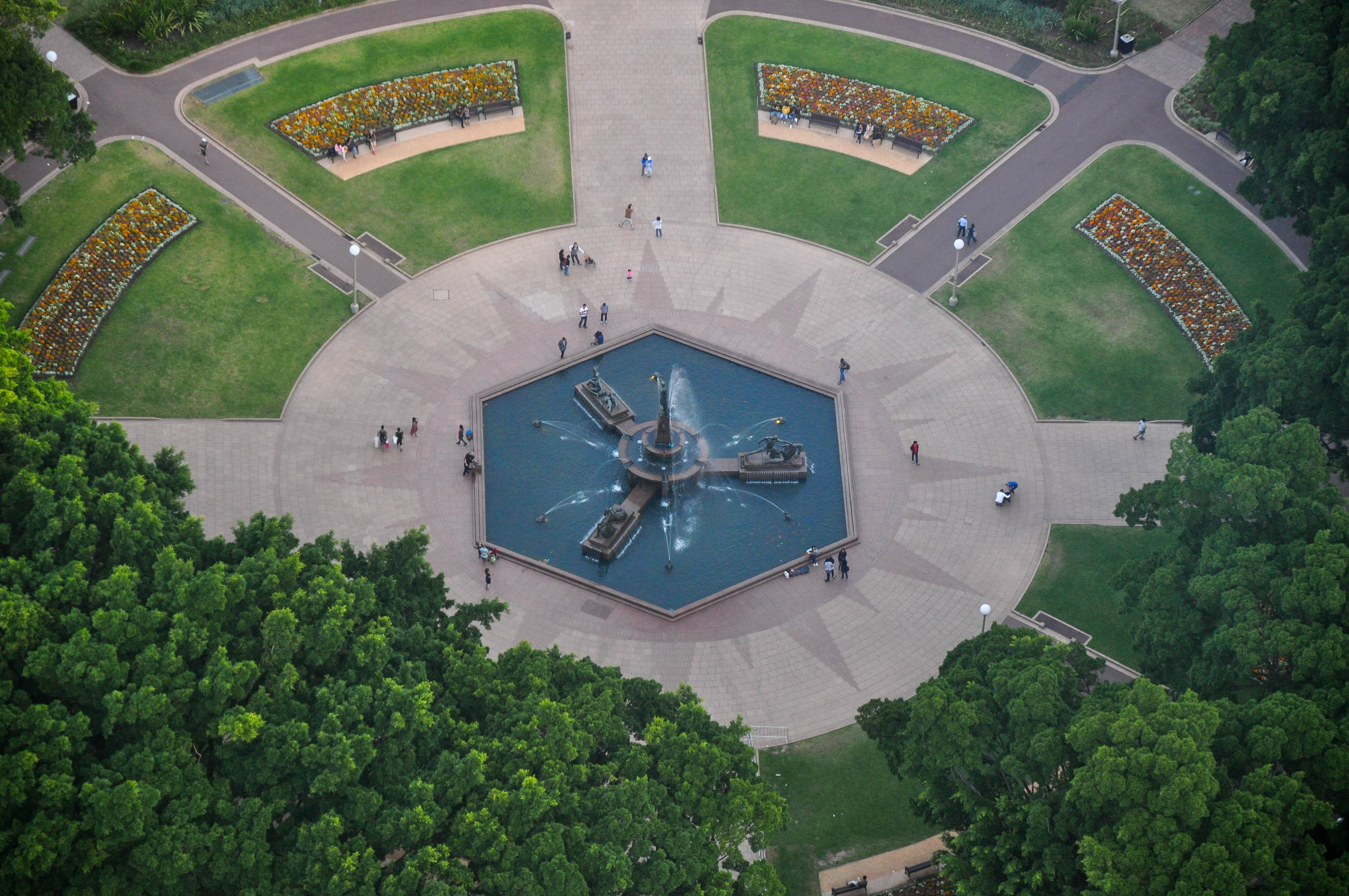
La Fontana Archibald a Hyde Park

- Hyde Park, il giardino pubblico più antico dell'Australia
- Bondi Beach, una spiaggia visitata tutto l'anno dai surfisti

## Società

### Evoluzione demografica
- 1800: 2.540
- 1820: 12.000
- 1851: 39.000
- 1871: 205.800
- 1901: 487.900
- 1925: 1.039.000
- 2003: 4.000.000
- 2022: 5.312.000

### Etnie e minoranze straniere

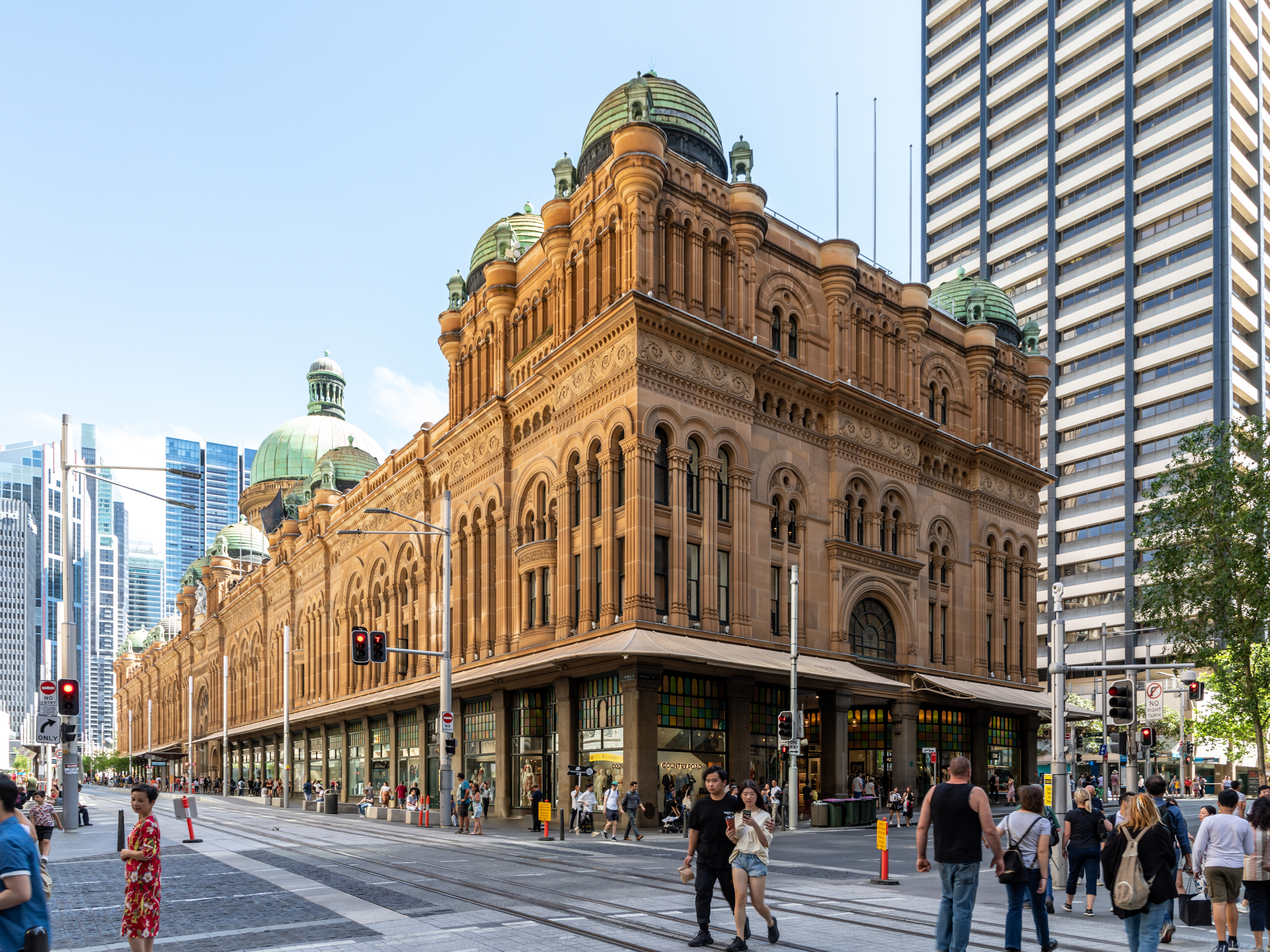
Queen Victoria Building e la statua alla regina Vittoria

La maggioranza dei sydneysider è di origine britannica e irlandese. Più recentemente si sono formate vaste comunità di italiani, greci, serbocroati, libanesi, arabi e asiatici.

## Cultura
Sydney è una delle capitali culturali d'Australia, e per tutto l'anno ospita eventi musicali, teatrali e artistici.

### Istruzione

#### Ricerca
L'Osservatorio astronomico di Sydney è stato fondato nel 1858.

#### Università

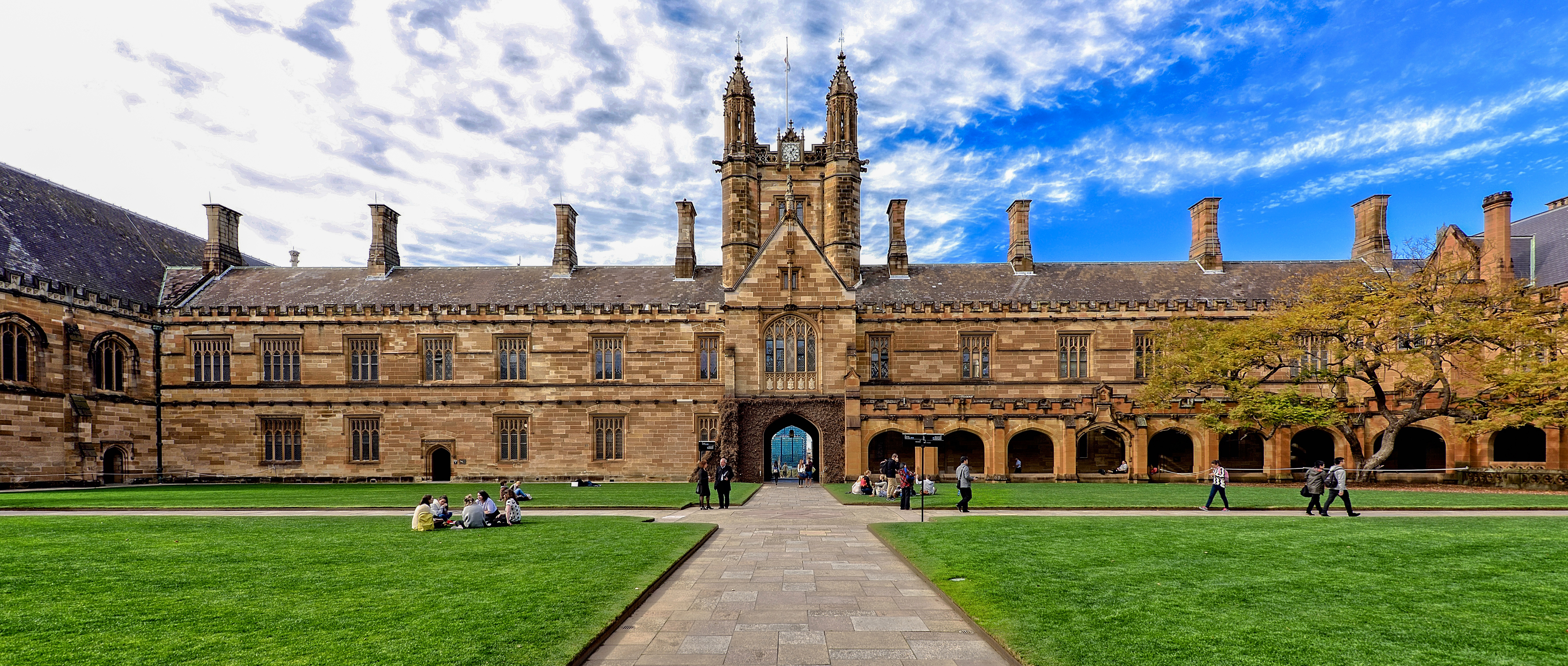
Università di Sydney

La città è sede di sei università pubbliche: 
- Università di Sydney
- University of Technology
- Università del Nuovo Galles del Sud
- Università Macquarie
- University of Western Sydney
- Università Cattolica Australiana

### Musei
Nella città si trovano quattro grandi musei e molti altri minori; in particolare: 
- Australian Museum: storia naturale e antropologia
- Powerhouse Museum: scienza, tecnologia e design. Qui si trova una delle poche fermate della monorotaia.
- Art Gallery of New South Wales
- Museum of Contemporary Art.
- Oceanworld: scienza e tecnica. Si trova a Manly[27].

### Arte
A Sydney hanno vissuto e lavorato moltissimi pittori e fotografi, da Lloyd Rees, stimato pittore di immagini rurali e pastorali, a Jeffrey Smart, autore di celebri ritratti sul tema dell'alienazione urbana.

### Teatro
- Sydney Theatre Company
- Sydney Dance Company

### Musica
- Sydney Symphony Orchestra

Molti gruppi rock australiani, dai Midnight Oil agli INXS, sono nati artisticamente a Sydney.

### Eventi
- Premio Archibald: per l'arte ritrattistica
- Sydney Festival: in cui si tengono spettacoli liberi per tutto gennaio.
- Sydney Gay and Lesbian Mardi Gras: organizzato dalla comunità gay lungo Oxford Street.

## Geografia antropica

### Suddivisioni amministrative

#### Quartieri
L'area metropolitana di Sydney è formalmente suddivisa in oltre 300 sobborghi con diversi codici di avviamento postale ed è gestita da circa 38 amministrazioni locali (oltre al governo statale e alle sue agenzie). A questa suddivisione formale si aggiungono numerose distinzioni informali, con nomi usati dai sydneysider per indicare convenzionalmente determinate aree, zone o quartieri. Un elenco non esaustivo delle zone principali potrebbe essere:
- Eastern Suburbs
- Hills District
- Inner West
- Northern Beaches
- North Shore
- Southern Sydney
- South-western Sydney
- Sutherland Shire
- Western Sydney

#### Local government area

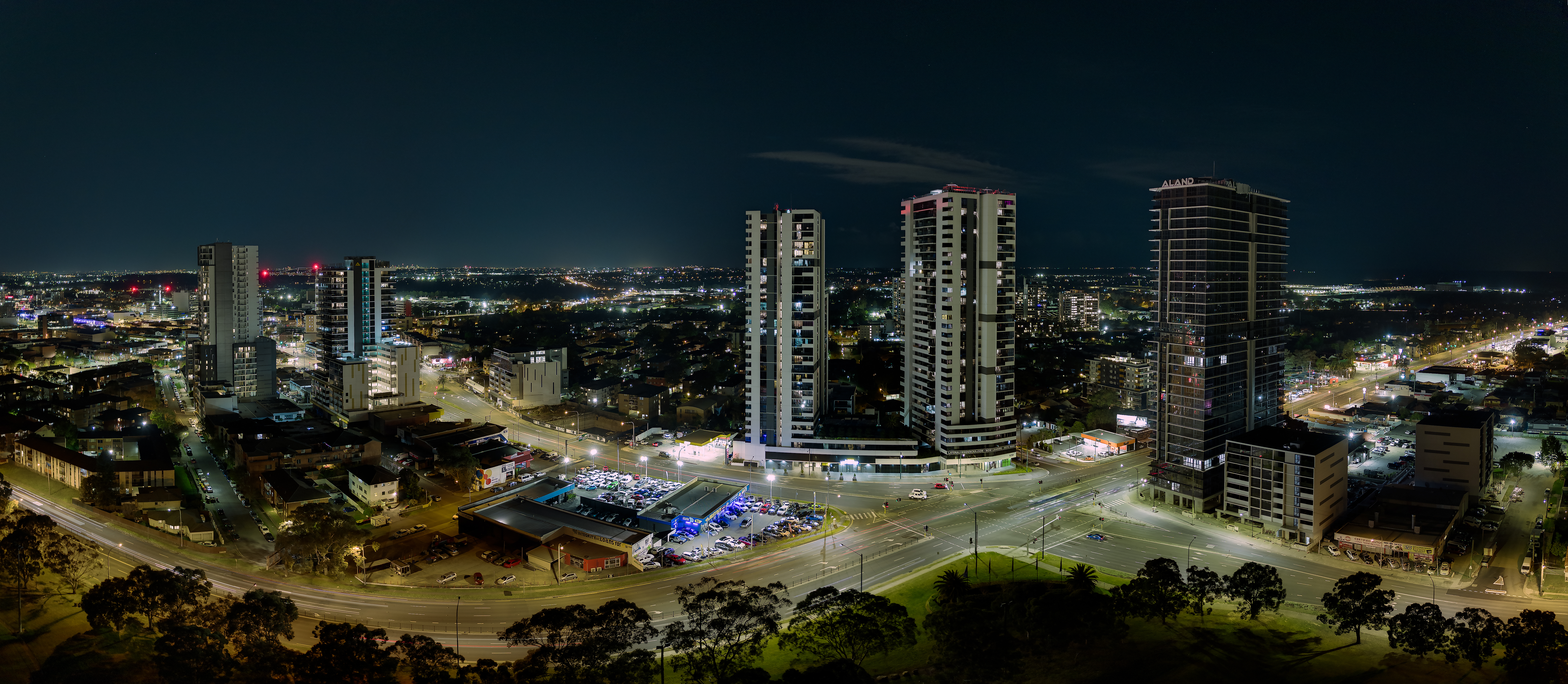
Liverpool

Le 37 Amministrazioni Locali (Local Government Areas -LGA-) sono:
| - Ashfield - Auburn - Blacktown - Botany Bay - Burwood - Camden | - Campbelltown - Canada Bay - Canterbury Bankstown - Fairfield - Holroyd - Hornsby - Hunter's Hill | - Hurstville - Kogarah - Ku-Ring-Gai - Lane Cove - Leichhardt - Liverpool - Manly | - Marrickville - Mosman - North Sydney - Parramatta - Penrith - Pittwater - Randwick | - Rockdale - Ryde - Strathfield - Sutherland - Sydney - The Hills - Warringah | - Waverley - Willoughby - Woollahra |

### Sobborghi

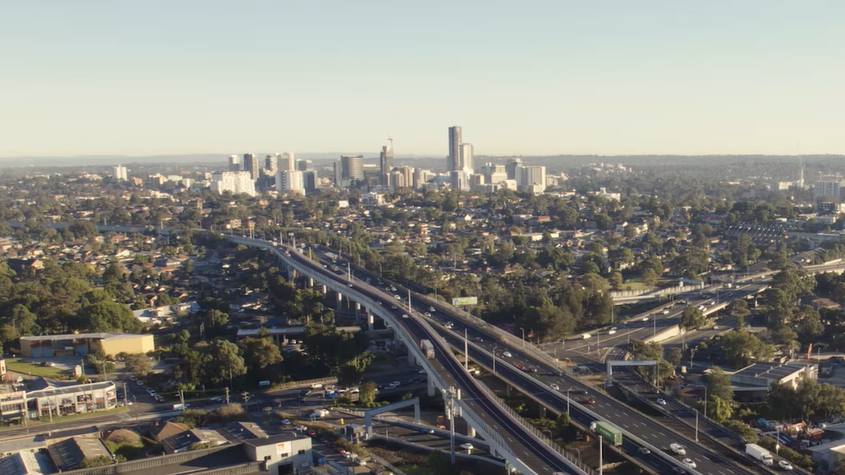
Parramatta

- Cabramatta
- Castle Hill
- Darlinghurst
- Glebe
- Hornsby
- Hurstville
- Leichhardt
- Newtown
- Newport
- Parramatta
- Redfern

### Località

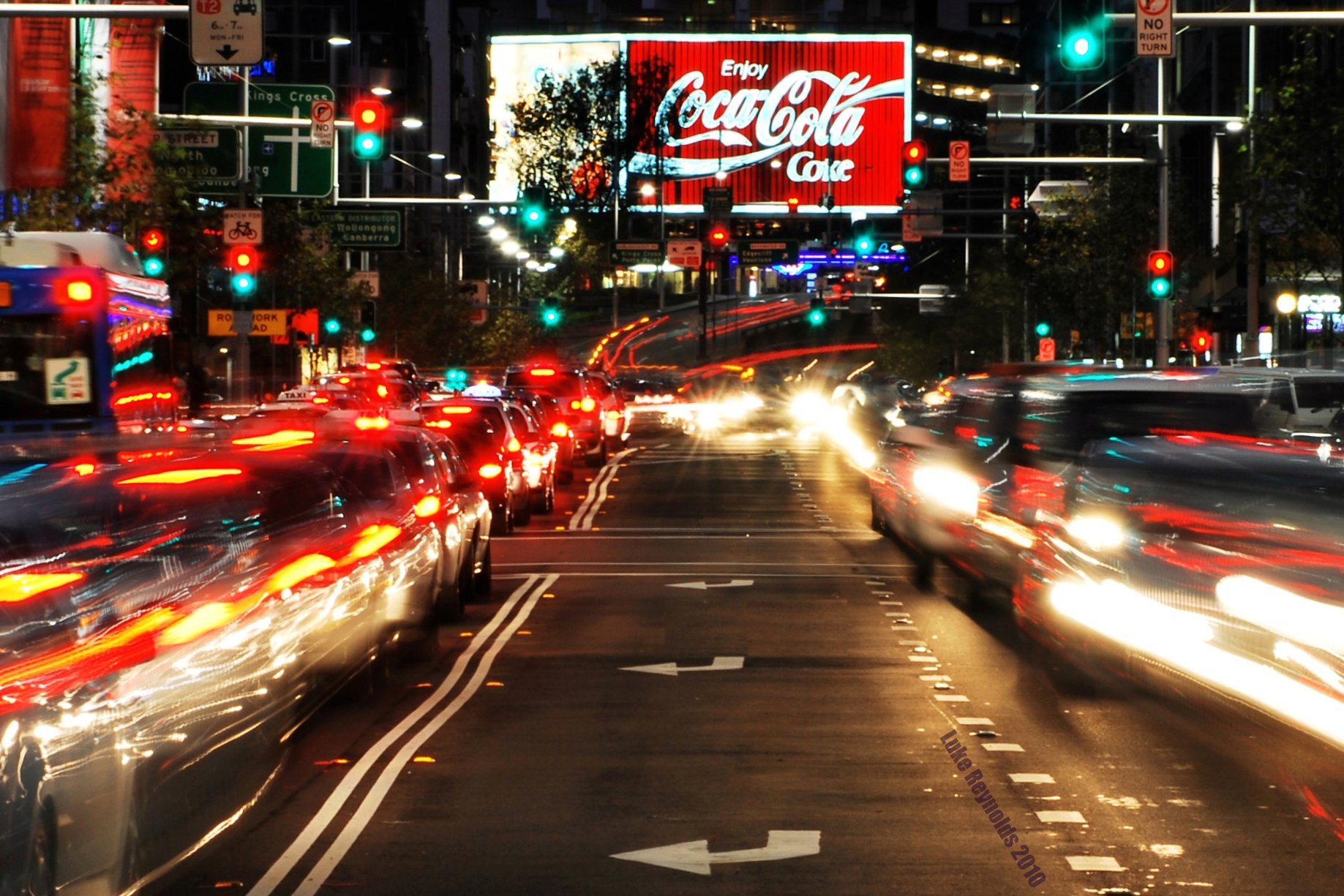
Kings Cross di notte

- Goat Island
- Kings Cross
- Voyager Point
- Rookwood Cemetery
- Chinatown

## Infrastrutture e trasporti
Sydney è servita da un'ampia rete di treni, autobus e traghetti. I treni sono gestiti dalla CityRail, che fa capo al governo del Nuovo Galles del Sud. Nelle zone periferiche i treni viaggiano in superficie in una rete ampia che converge nel CBD, trasformandosi in una sorta di metropolitana che scorre in tunnel sotto la città. Gli autobus servono tutta l'area metropolitana. Nel centro e nei sobborghi interni il trasporto su autobus è monopolio della Sydney Buses. Le corse sono frequenti anche fuori dalle ore di punta. Nei sobborghi più esterni il servizio di autobus è fornito da diverse compagnie private, spesso criticate per una qualità del servizio più scarsa e corse molto meno frequenti, specialmente nelle ore non di punta. La Sydney Ferries, anch'essa facente capo al governo statale, gestisce un servizio molto ricco di traghetti sia per il trasporto pubblico convenzionale che per i percorsi panoramici e turistici sul Sydney Harbour e lungo Parramatta River.

Stazione centrale

Sydney ha anche un sistema di metropolitana leggera, il Metro Light Rail, che va dalla stazione Centrale a Lilyfield. Ha avuto una monorotaia chiamata Monorail, dismessa nel 2013, che era usata principalmente dai turisti e viaggiava in cerchio attorno al CBD e al Darling Harbour.
È in costruzione una linea di metropolitana che collegherà il quartiere di Rouse Hill a circa 50 km a nord e Bankstown a circa 30 chilometri a sud di Sydney.

Dalla città si diparte un'ampia rete di strade e autostrade. Le vie principali dell'area metropolitana formano un sistema noto come Metroad.

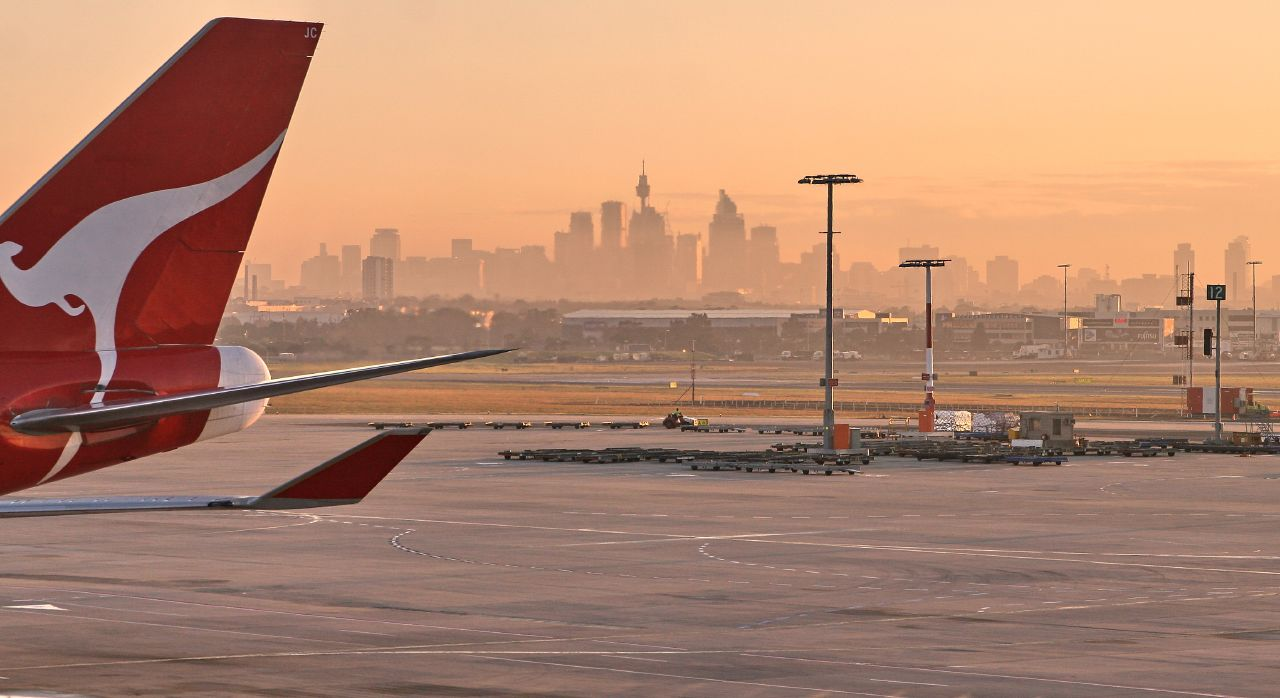
L'Aeroporto internazionale Kingsford Smith

L'Aeroporto internazionale Kingsford Smith si trova nel quartiere di Mascot. Più piccolo è il Bankstown Airport, usato principalmente per voli privati e locali. Altre piste d'atterraggio per velivoli leggeri si trovano a Hoxton Park e a Camden. A nord-est si trova la base RAAF di Richmond (Sydney). Attualmente è in costruzione l'aeroporto di Western Sydney, che sarà il secondo aeroporto internazionale della città.

## Amministrazione
Sydney è sempre stata un punto focale per la vita politica sia del Nuovo Galles del Sud che della federazione australiana. I confini del bacino elettorale dell'area (la "circoscrizione" di Sydney) dal 1945 sono stati modificati almeno quattro volte, da parte sia del partito laburista che da quello liberale (i due principali partiti australiani), ogni volta allo scopo di escludere i sobborghi simpatizzanti per l'opposizione e includere quelli favorevoli al governo statale.
La riorganizzazione del 1987 a opera dei liberali ha diviso il consiglio comunale in due, creando un nuovo consiglio per la parte sud della città. Nel 2004 il governo laburista dello stato ha eliminato questa suddivisione. In seguito, nelle elezioni tenute il 27 marzo 2004, il candidato indipendente Clover Moore ha sconfitto il candidato laburista, acquisendo il titolo di Lord Mayor; secondo alcuni, questo risultato elettorale ha fra le cause principali l'insofferenza dei votanti verso le manipolazioni dei confini delle circoscrizioni.
A Sydney hanno sede la borsa australiana (Australian Stock Exchange) e la Reserve Bank of Australia.

### Gemellaggi
Per incoraggiare gli scambi culturali, commerciali e turistici, Sydney mantiene relazioni di gemellaggio con:
- San Francisco
- Roma (accordi di amicizia)
- Firenze, dal 1991
- Nagoya
- Portsmouth
- Canton
- Wellington
- San Paolo
- Islamabad
- Dili (Timor Est)

## Sport
Sydney ospita numerose squadre e organizzazioni sportive.

### Football Australiano
Il football australiano è lo sport nazionale, il massimo campionato è Australian Football League. Le 2 squadre cittadine sono:
- Sydney Swans
- Greater Western Sydney

### Rugby
Sydney è probabilmente la più importante città del mondo per quanto concerne il rugby a 13. È sede della Australian Rugby League e ospita 9 delle 16 squadre della National Rugby League oltre ad una squadra che milita nella Super 14 (Rugby a 15), tra cui: 
- New South Wales Waratahs (Rugby a 15)
- Wests Tigers (Rugby a 13)
- Sydney Roosters (Rugby a 13)
- South Sydney Rabbitohs (Rugby a 13)

### Cricket
La squadra cittadina di cricket sono i New South Wales Blues

### Pallacanestro
La città ha 2 squadre che militano nella National Basketball League:
- Sydney Kings
- Sydney Spirit (1998–2009)

### Baseball
- Sydney Blues militano in Australian Major League Baseball

### Netball
- Sydney Swifts

### Calcio
Le squadre sono:
- Sydney FC
- Western Sydney Wanderers Football Club con sede a Parramatta, sobborgo di Sydney.

### Panoramica sportiva

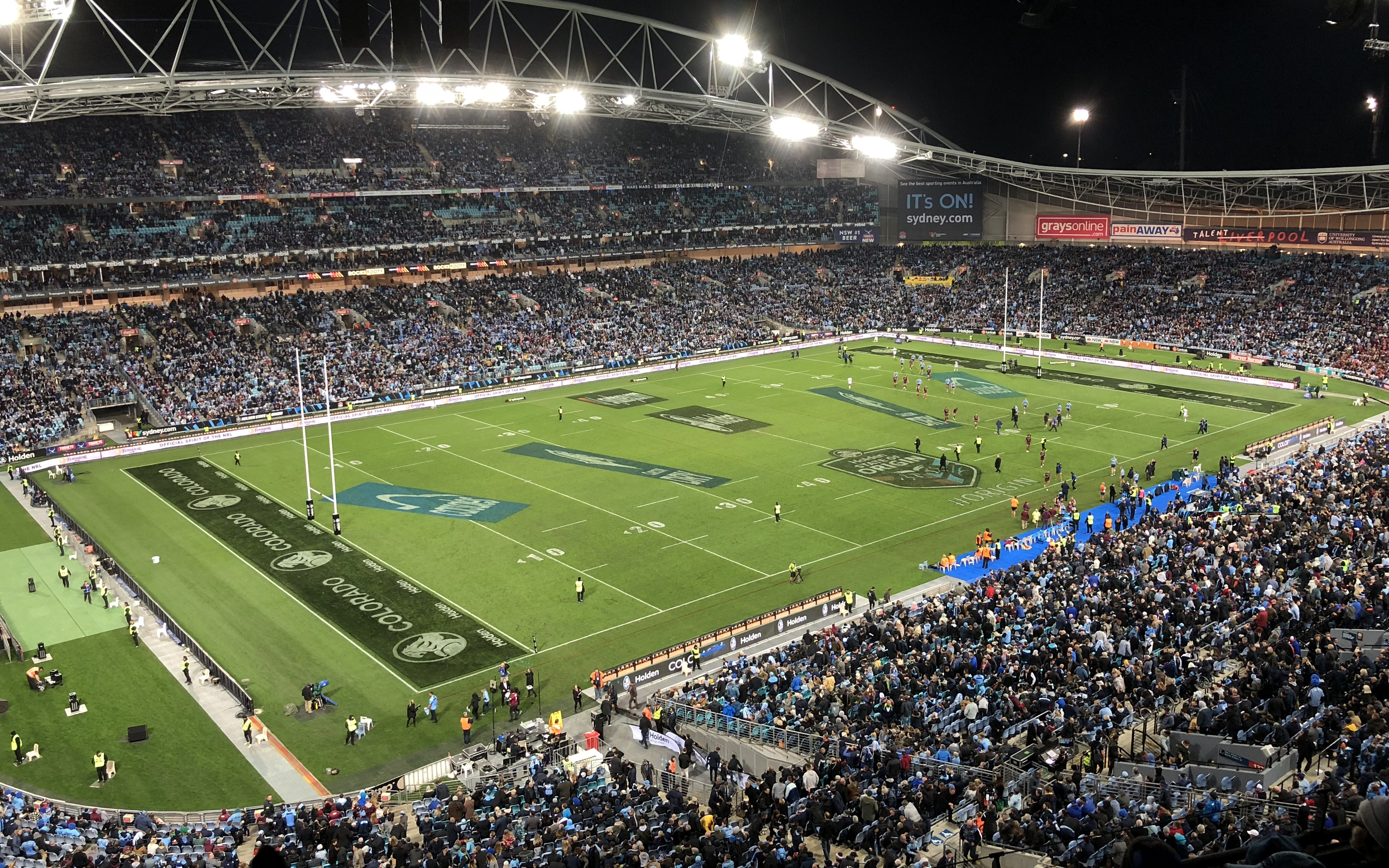
Stadium Australia

Nel 2000 ha ospitato i Giochi della XXVII Olimpiade; è inoltre sede dei campionati australiani di atletica leggera.
A Sydney ci sono tre stadi principali con capienze di almeno 40.000 persone: il Sydney Cricket Ground, il Sydney Football Stadium e lo Stadium Australia. I primi due hanno ospitato le partite della Coppa del Mondo di rugby 2003, mentre lo Stadium Australia la finale.
Il golfo è celebre per le gare di yacht (da qui parte la Sydney to Hobart Yacht Race).
Sul fiume Paramatta si naviga in canotto, canoa, barca a vela e su piccoli yacht, si fa pesca sportiva, occasionalmente gare di dragon boat, un'imbarcazione tipica, simile a una lunga canoa a remi. Anche il piccolo porto di Darling Harbour, con i suoi numerosi ristoranti e negozi, è una tappa quasi obbligata per il turismo. Da ricordare il Royal Sydney Yacht Squadron.
Lo stadio polisportivo Sydney Cricket Ground ospita numerose competizioni internazionali di cricket e la squadra di football australiano dei Sydney Swans. La zona circostante, per molti anni sede della fiera-spettacolo pasquale Sydney Royal Easter Show, è stata adattata a contenere gli studi di Sydney della 20th Century Fox. Il parco olimpico Homebush Bay ha ospitato gran parte degli eventi delle Olimpiadi di Sydney 2000 e spesso viene utilizzato per grandi eventi sportivi e culturali, specialmente all'interno dello Stadium Australia.

## Curiosità
- Nell'anime e nel manga Mobile Suit Gundam di Yoshiyuki Tomino Sydney viene completamente distrutta da una colonia spaziale fatta cadere sul suo territorio dal Principato di Zeon.
- Parte del film Alla ricerca di Nemo è ambientato a Sydney, così come nel classico Disney Bianca e Bernie nella terra dei canguri.
- Nel finale del film Greenland del 2020, quando una serie di piogge di comete colpisce il Nord America e l'intero pianeta Terra, si vede Sydney distrutta da un meteorite.